# Freycinetia sarasinorum
Freycinetia sarasinorum är en enhjärtbladig växtart som beskrevs av Otto Warburg. Freycinetia sarasinorum ingår i släktet Freycinetia och familjen Pandanaceae.
Artens utbredningsområde är Sulawesi. Inga underarter finns listade.